# Kaspar Brüninghaus
Kaspar Brüninghaus (* 15. März 1907 in Hagen; † 21. Dezember 1971 in Köln) war ein deutscher Schauspieler und Hörspielsprecher.

## Leben
Nach dem Abitur an der Oberrealschule in Hagen studierte Brüninghaus ab 1928 Theaterwissenschaft und -praxis bei Carl Niessen und Albert Fischer in Bonn und Germanistik bei Oskar Walzel und Ernst Bertram in Köln. Seit dem Wintersemester 1926/27 war er Mitglied der Burschenschaft Marchia Bonn.
1933 debütierte er am Theater Hagen als Doge in Shakespeares Der Kaufmann von Venedig. Weitere Stationen seiner Bühnenlaufbahn waren die Stadttheater in Bonn (1937–41) und Wuppertal (1941–48, unterbrochen 1944–46 von Militärdienst und Kriegsgefangenschaft) sowie Ida Ehres Hamburger Kammerspiele (1948/49). Nachdem er am 9. und 17. August als Jedermann an der Uraufführung von Willi Schäferdieks Jedermann 1948, Ein Zeit-Mysterium mitgewirkt hatte, die im Rahmen der Festwochen der Städt. Bühnen und des Gürzenich-Orchesters vom 7. bis 22. August 1948 anlässlich der 700-Jahrfeier der Grundsteinlegung des Kölner Doms erfolgte, wurde Brüninghaus ab September 1949 von Generalintendant Herbert Maisch an die Bühnen der Stadt Köln engagiert.
Unter der Regie des Kölner Oberspielleiters Friedrich Siems spielte er in der „Uraufführung“ der dritten Fassung von Brechts Leben des Galilei am 16. April 1955 die Titelrolle. In Siems' Inszenierungen bei den von diesem geleiteten Luisenburg-Festspielen war er 1956 (16. Juni bis 19. August)  der trinkfeste Jau neben Heinz Schachts Schluck in Gerhart Hauptmanns Komödie Schluck und Jau und 1959 (26. Juni bis 16. August) Shakespeares König Lear.
In der bundesdeutschen Erstaufführung von Brechts Der kaukasische Kreidekreis am 10. März 1960, einem „Höhepunkt der Spielzeit des Thalia-Theaters auf der Interimsbühne im Theater am Besenbinderhof“, spielte er den Azdak. Bei der Eröffnung des neuen Schauspielhauses in Köln am 8. September 1962 mit Oscar Fritz Schuhs Neuinszenierung von Schillers Die Räuber wirkte er in der Rolle des „alten Moor“ mit; dessen Sohn Karl, den Räuberhauptmann, gab Klausjürgen Wussow.
1964 spielte er am Deutschen Schauspielhaus Hamburg und bei den Ruhrfestspielen Recklinghausen unter der Regie von Fritz Kortner den Arzt Diafoirus in Molières Der eingebildete Kranke.
An der Eröffnung des neuen Schauspielhauses in Wuppertal war er ebenfalls beteiligt. In der dort ab 25. September 1966 gezeigten Neuinszenierung Hans Bauers von Else Lasker-Schülers Die Wupper spielte er den etwas wunderlichen Großvater Wallbrecker, den er bereits 1958 unter Bauers Regie in Köln gegeben hatte. Die Wuppertaler Produktion wurde 1967 zum Berliner Theatertreffen eingeladen wie auch 1969 die ihr folgende Wuppertaler Inszenierung Hans Bauers von Lasker-Schülers Arthur Aronymus und seine Väter, in der Brüninghaus als Vater Moritz Schüler auftrat (mit Ilse Ritter in der Titelrolle).
Ab September 1971 nahm Brüninghaus an einer Tournee teil, die das von Oscar Fritz Schuh gegründete Ensemble Szene 71 in Kooperation mit dem Goethe-Institut und dem Theater Schweinfurt in Kanada, USA, Irland und England durchführte. Brüninghaus spielte den Präsidenten in Schillers Kabale und Liebe sowie fünf Gestalten in einer Dramatisierung von Kafkas Der Process. Danach begann er in Köln mit Proben als Cornelius Melody in Eugene O’Neills Fast ein Poet. Am 21. Dezember 1971 starb er an einer Magenblutung (Aneurysma). Am 16. Januar 1972 fand ihm zu Ehren eine Gedenkfeier im Schauspielhaus Köln statt.

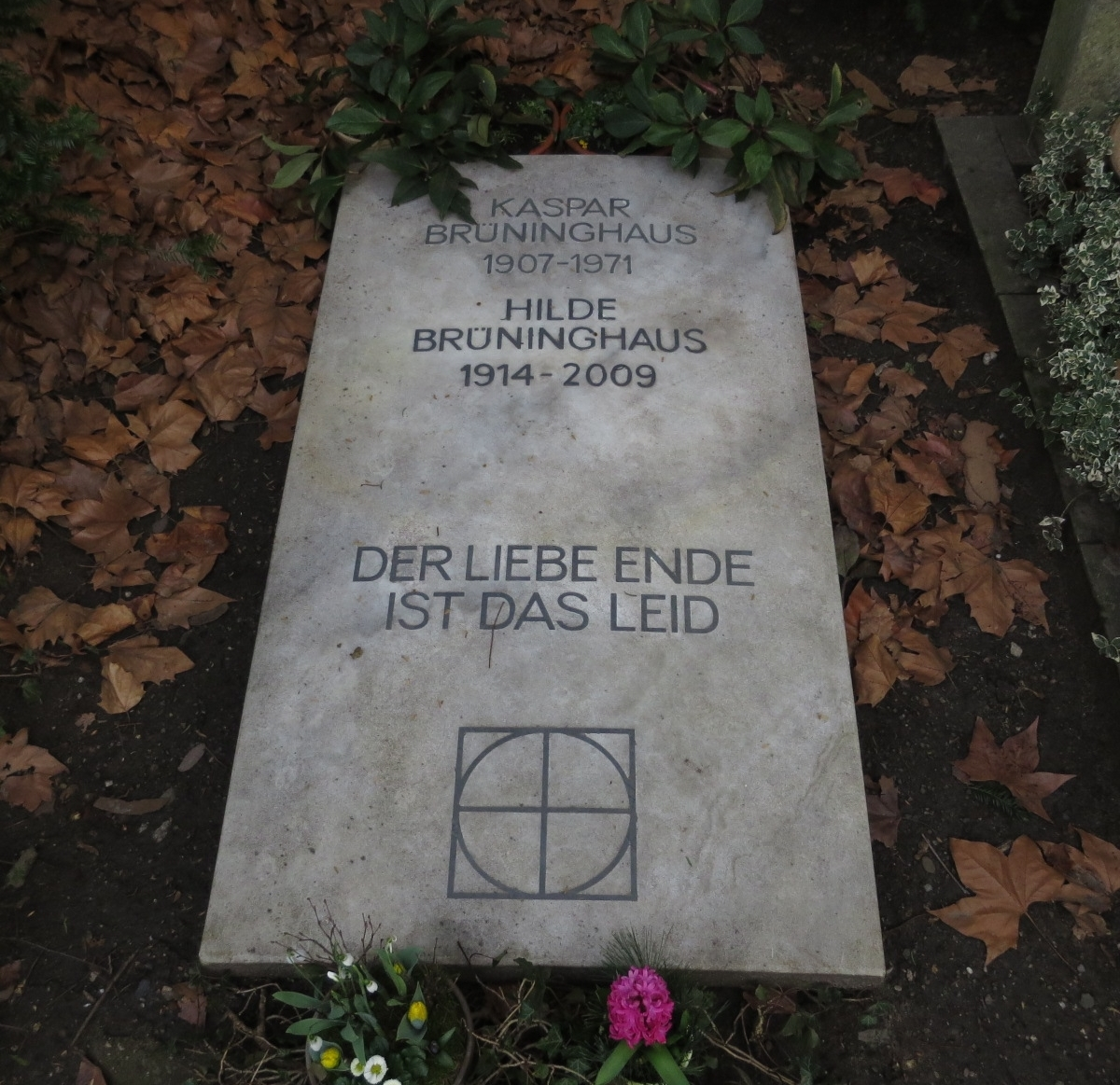
Grab auf Melaten-Friedhof

In dem Film Und finden dereinst wir uns wieder… stand Kaspar Brüninghaus 1947 zum ersten Mal vor der Kamera. Insbesondere in den 1960er Jahren folgten weitere Rollen in einigen Fernsehspielen. Sehr viel umfangreicher war Brüninghaus’ Tätigkeit als Hörspielsprecher ab 1948. Bekannte Produktionen unter seiner Mitwirkung waren 1951/52 Paul Temple und der Fall Curzon von Francis Durbridge und 1956 die mehrteilige Adaption von Karl Mays Winnetou. 1958 sprach er Graf Dorincourt in Der kleine Lord nach dem Roman von Frances Hodgson Burnett. Wiederholt wirkte Brüninghaus auch in verschiedenen Folgen der Serie Es geschah in … mit.
Die Grabstätte von Kaspar Brüninghaus befindet sich auf dem Melaten-Friedhof in Köln (Flur 14 (J)).

## Privat
Brüninghaus war mit Hildegard 'Hilde' geb. Emmel (1914–2009) verheiratet, der Tochter des Schriftstellers und Pädagogen Felix Emmel, die nach seinem Tod auch in einigen Fernsehstücken bzw. Serien zu sehen war, z. B. vier Folgen der Comedyreihe Locker vom Hocker, oder: Es bleibt schwierig mit Walter Giller. Der Ehe entstammten drei Kinder.

## Filmografie (Auswahl)
- 1947: Und finden dereinst wir uns wieder…
- 1958: Rivalen der Manege
- 1961: Inspektor Hornleigh greift ein… – Mord ohne Motiv
- 1963: Kean. Stück in vier Akten nach Alexandre Dumas d. Ä. von Jean-Paul Sartre
- 1963: Die Chorjungen von St. Cäcilia[12]
- 1964: In der Sache J. Robert Oppenheimer
- 1964: Von Menschen und Figuren - Fernsehaufzeichnung des Eingebildeten Kranken am Deutschen Schauspielhaus Hamburg
- 1965: König Nicolo oder So ist das Leben[13]
- 1967: Dieser Mann und Deutschland
- 1967: Die Wupper Fernsehaufzeichnung der zum Berliner Theatertreffen 1967 eingeladenen Produktion der Wuppertaler Bühnen
- 1969: Goya[14]
- 1969: Michael Kohlhaas (Regie Wolf Vollmar)[15]
- 1969: Expreß - Satiremagazin im ZDF von Köper + Schmidt (Episode vom 16. Dezember 1969)
- 1971: Die Stadt unter Segeln

## Hörspiele (Auswahl)
- 1948: Hörspiele der Zeit (3. Folge: Damals, als die Brücke zerriß) – Regie: Hans Quest
- 1948: Die Geistersonate – Regie: Hans Quest
- 1948: Das Buxtehuder Krippenspiel – Regie: Fritz Schröder-Jahn
- 1949: Goethe erzählt sein Leben (30. Und 34. Teil) – Regie: Mathias Wieman
- 1950: 1900 Jahre Köln – Regie: Ludwig Cremer
- 1950: Die Brücke der Gerechtigkeit – Regie: Ludwig Cremer
- 1951: Ich bin 45 Jahre alt – Regie: Ludwig Cremer
- 1951: Die Tulpenkomödie – Regie: Raoul Wolfgang Schnell
- 1951: Paul Temple und der Fall Curzon – Regie: Eduard Hermann
- 1952: Die wilden Pferde – Regie: Ludwig Cremer
- 1952: Einer trage des anderen Last – Regie: Ludwig Cremer
- 1953: Der Bär – Regie: Eduard Hermann
- 1953: Die Straße nach Cavarcere – Regie: Edward Rothe
- 1953: Absender Bessie Wall – Regie: Raoul Wolfgang Schnell
- 1953: Goethe schreibt ein Hörspiel – Regie: Wilhelm Semmelroth
- 1954: Aber der Zar darf nichts erfahren – Regie: Hermann Pfeiffer
- 1954: Jeanne oder Die Lerche – Regie: Wilhelm Semmelroth
- 1955: Dreiminutenspiele – Regie: Friedhelm Ortmann
- 1955: Die Bürger von Calais – Regie: Wilhelm Semmelroth
- 1956: Winnetou – Regie: Kurt Meister
- 1956: Ein Reich geht unter. Die Geschichte von der Eroberung Mexikos – Regie: Kurt Meister
- 1956: So weit die Füße tragen – Regie: Franz Zimmermann
- 1957: Dantons Tod – Regie: Otto Kurth
- 1957: Romeo und Julia auf dem Dorfe – Regie: Otto Kurth
- 1957: Es geschah in … (Folge: Fracht gelöscht) – Regie: Ludwig Cremer
- 1958: Es geschah in … (Folge: Für sechs Pesetas nach Madrid) – Regie: Raoul Wolfgang Schnell
- 1958: Manon Lescaut - Regie: Wilhelm Semmelroth
- 1958: Der kleine Lord – Regie: Fritz Peter Vary
- 1958: Mr. Popple greift in die Tasche – Regie: Otto Kurth
- 1958: Der gute Gott von Manhattan – Regie: Gert Westphal
- 1959: Es geschah in … (Folge: Wenn einer eine Reise tut) – Regie: Hermann Pfeiffer
- 1959: Novalis – Regie: Friedhelm Ortmann
- 1960: Blick auf Venedig – Regie: Fritz Schröder-Jahn
- 1960: Es geschah in … (Folge: Der Fremde im Dorf) – Regie: Raoul Wolfgang Schnell
- 1961: Der Dreispitz – Regie: Hanskarl Zeiser
- 1961: Der Briefträger ging vorbei – Regie: Gustav Burmester
- 1962: Ankommt eine Depesche – Regie: Fritz Schröder-Jahn
- 1962: Der unerwünschte Gast – Regie: Erik Ode
- 1962: Fremde in Sodom – Regie: Gert Westphal
- 1963: Im Schatten des Weidenbaumes – Regie: Miklós Konkoly
- 1963: Herr Albert im Park – Regie: Raoul Wolfgang Schnell
- 1964: Sarajewo – Regie: Ludwig Cremer
- 1964: Glocken des Todes – Regie: Rolf von Goth
- 1964: Der Graubart klopft an – Regie: Charlotte Niemann
- 1965: Daud un Düwel – Regie: Wolfram Rosemann
- 1965: Wickie und die starken Männer – Regie: Hermann Pfeiffer
- 1966: Alibi auf Tonband  – Regie: Manfred Brückner
- 1967: Herr Jota und die Tiere – Regie: Gustav Burmester
- 1967: Klavierstimmen – Regie: Claus Villinger
- 1968: Die Zankwütigen – Regie: Friedhelm Ortmann
- 1969: Das Verhör von Habana – Regie: Hans Gerd Krogmann
- 1970: Gewissensbisse – Regie: Otto Kurth
- 1970: Die Einladung der Gerechten – Regie: Heinz Wilhelm Schwarz
- 1971: Nadelspiel – Regie: Otto Düben
- 1971: Tücke des Objekts – Regie: Klaus Wirbitzky und Otto Düben